# 文京町 (弘前市)
文京町（ぶんきょうちょう）は、青森県弘前市の地名。郵便番号は036-8224。2017年6月1日現在の人口は540人、世帯数は345世帯。

## 地理
- 弘南鉄道大鰐線弘前学院大前駅・弘高下駅沿線の東側、青森県道130号桔梗野富田線の北側青森県道127号石川土手町線西側に位置する町。西北から北にかけて富士見町、東は富野町、南は中野、西は西ケ丘町に接する。

- 稔町と同じく、弘前大学・弘前学院大学が近いため、下宿・アパートが多い。

## 歴史

### 沿革
- 1956年（昭和31年）～現在 - 富田町、富田の一部から分離、文京町になる。

### 地名の由来
- 当地に弘前大学人文社会科学部・教育学部・理工学部・農学生命科学部があることにちなむ。

## 施設

### 教育
- 弘前大学

### 医療
- 相田歯科医院
- 鶴田接骨院

### 公共
- 文京町会館

## 小・中学校の学区
市立小・中学校に通う場合、学区は以下の通りとなる。
| 大字   | 番地 | 小学校             | 中学校             |
| ------ | ---- | ------------------ | ------------------ |
| 文京町 | 全域 | 弘前市立文京小学校 | 弘前市立第三中学校 |

## 交通
- 弘南バス
  - 文京町（ミニバス 城南経由桜ヶ丘団地線）停留所。
    - 弘前大学の裏通りに位置。

  - 弘大農学生命科学部前、弘前大学前（弘前 - 小栗山・狼森線、他）
    - 富野町・正門側で、本数は比較的多い。